# Натрій
На́трій (Natrium, Na) — хімічний елемент з атомним номером 11 та відповідна проста речовина — лужний сріблясто-білий м'який метал, хімічно дуже активний, на повітрі швидко окиснюється. Густина 0,968; tплав 97,83 °С; tкип 882,9 °С; коефіцієнт твердості за Моосом 0,5.
Натрій — дуже поширений літофільний елемент (шосте місце серед хімічних елементів), його кларк 2,64 за масою. Відомо понад 220 мінералів натрію різних класів (польові шпати, плагіоклази, галіт, селітра, тенардит, мірабіліт). Поширеність натрію в кам'яних метеоритах —  0,7 % за масою, в ультраосновних гірських породах —  0,57 %, в основних — 1,94 %, в середніх — 3,0 %, в кислих — 2,77 %, в глинах — 0,96 %, в пісковиках — 0,33 %, в карбонатних породах — 0,04 %, в океанічній воді — 1,03534 %. Застосовують натрій як відновник, теплоносій тощо. Солі натрію знаходять велике застосування в різних галузях економіки.

## Історія
Натрій вперше був отриманий англійським хіміком Гамфрі Деві в 1807 році електролізом твердого NaOH.

## Поширення в природі
Натрій належить до найпоширеніших елементів. На нього припадає 2,64% маси земної кори. У зв'язку з високою хімічною активністю він зустрічається тільки у вигляді різних сполук. Деякі з них, як хлорид натрію, сульфат натрію, утворюють потужні родовища.
Найбільші поклади хлориду натрію NaCl (кам'яна сіль, або галіт) є на Уралі в районах м. Солікамська та м. Соль-Ілецька, на Донбасі та в інших місцях. Значні кількості хлориду натрію добуваються у вигляді самосадної солі з соляних озер Ельтон і Баскунчак, які розташовані в Росії біля Казахстанського кордону. Величезні запаси сульфату натрію Na2SO4·10H2O (мірабіліт) нагромаджені в затоці Кара-Богаз-Гол у східній частині Каспійського моря.
Натрій є важливим компонентом життєдіяльності організмів. Натрієві йонні струми є найшвидшими у клітині і велику частину потенціалу дії нервових клітин складає саме натрієвий компонент.

## Фізичні властивості
У вільному стані натрій — сріблясто-білий легкий і м'який метал. Густина — 0,968  г/см³. Температура плавлення 97,83°С, кипіння — 882,9 °С.
Натрій є моноізотопним елементом, тобто у природі зустрічається виключно один ізотоп натрію — 23Na, який є стабільним.
Усього відомо 23 ізотопи натрію (без урахування ядерних ізомерів) із атомними масами від 17 до 39. Із 22 синтезованих ізотопів натрію найстабільнішим є нуклід 22Na з періодом напіврозпаду у 2,6 роки. Відносно стабільним є нуклід 24Na з періодом напіврозпаду 15 годин. Усі інші ізотопи натрію значно менш стабільні.
Найважчим синтезованим нині[коли?] ізотопом натрію є 39Na з магічним числом нейтронів (N = 28) та періодом напіврозпаду меншим за 1 мс.

## Хімічні властивості
Натрій належить до головної підгрупи першої групи періодичної системи Менделєєва. Його атоми мають на зовнішньому електронному шарі по одному електрону, який вони легко втрачають і перетворюються на іони з одним позитивним зарядом. Тому в своїх сполуках натрій буває лише позитивно одновалентним.
Натрій — дуже активний метал. Легко втрачаючи свої валентні електрони, він є дуже сильним відновником. В електрохімічному ряді напруг він займає друге місце зліва від водню.
У сухому повітрі натрій енергійно взаємодіє з киснем повітря і перетворюється на пероксид:
- 2Na + O2 = Na2O2

Тому його зберігають під шаром гасу або мінеральної оливи.
З галогенами натрій реагує дуже енергійно з утворенням солей галогеноводневих кислот: NaCl, NaBr тощо. З рідким бромом він сполучається навіть з вибухом. З сіркою при деякому нагріванні утворює сульфіди: Na2S.
З водою реагує дуже бурхливо, навіть з вибухом. Ще більш бурхливо реагує з кислотами
(теж з вибухом). У вологому повітрі метал легко перетворюється на гідроксид:
- 2Na + 2H2O = 2NaOH + H2 ↑

а останній, взаємодіючи з вуглекислим газом повітря, — в карбонат:
- 2NaOH + CO2 = Na2CO3 + H2O

При високій температурі натрій може відновлювати оксиди алюмінію, кремнію, тощо до вільних елементів:
- Al2O3 + 6Na = 2Al + 3Na2O

## Отримання
У вільному стані натрій одержують електролізом розплавлених хлоридів або гідроксидів. При електролізі розплавлених їдких лугів позитивно заряджені іони металів притягаються до негативно зарядженого катода, приєднують по одному електрону (відновлюються) і перетворюються на атоми вільних металів, а негативно заряджені іони гідроксилу притягуються до позитивно зарядженого анод, віддають йому по одному електрону і перетворюються на електро-нейтральні групи OH, які розкладаються з утворенням води і кисню, що виділяється на аноді. Одержання металічного натрію електролізом NaOH можна зобразити такими рівняннями:
```
                      NaOH
                       ↑↓
      — Катод <-   Na
+
 + OH
-
    -> Анод +
  4Na
+
 + 4e = 4Na°              4OH
-
 — 4е = 4OH°
               4OH° = 2H
2
O + O
2
 ↑
```

## Застосування

### У харчовій промисловості
Сполуки натрію активно використовують у кулінарних цілях. Перш за все — це кухонна сіль, яка є хлоридом натрію і яку використовують як у промислових масштабах, так і в повсякденному житті при приготуванні їжі, а також як консервант.
Глутамат натрію, рецептори якого відповідальні за смак умамі — популярна харчова добавка.
Бікарбонат натрію, знаний як харчова сода, використовують як розпушувач для випікання.

### У металургії
Натрій використовують як відновник при виплавці титану, цирконію, торію, урану і інших металів з їх хлоридів і фторидів. Важливу роль грає натрій у виплавці алюмінію — як у процесі отримання оксиду алюмінію з бокситів, так і надалі виділенні безпосередньо алюмінію електролізом. Відновлюючи гідроксид калію натрієм, отримують чистий калій. Також натрій використовують як модифікатор для створення різноманітних сплавів.

### У медицині
Хлорид натрію є основним (окрім води) компонентом фізіологічного розчину, який використовують для ін'єкцій багатьох препаратів, а також при порушенні електролітичного балансу, гіпертонічних розчинів, що мають протимікробну дію та багатьох інших фармакологічних молекул. Достатня концентрація натрію є надзвичайно важливою для нормальної роботи мембранного транспорту, м'язових скорочень, передачі нервових імпульсів і багатьох інших життєво необхідних функцій, а його нестача (гіпонатріємія) викликає судоми, невралгію, втрату ваги, блювоту, порушення травлення, кому, смерть.

### Енергетика та техніка

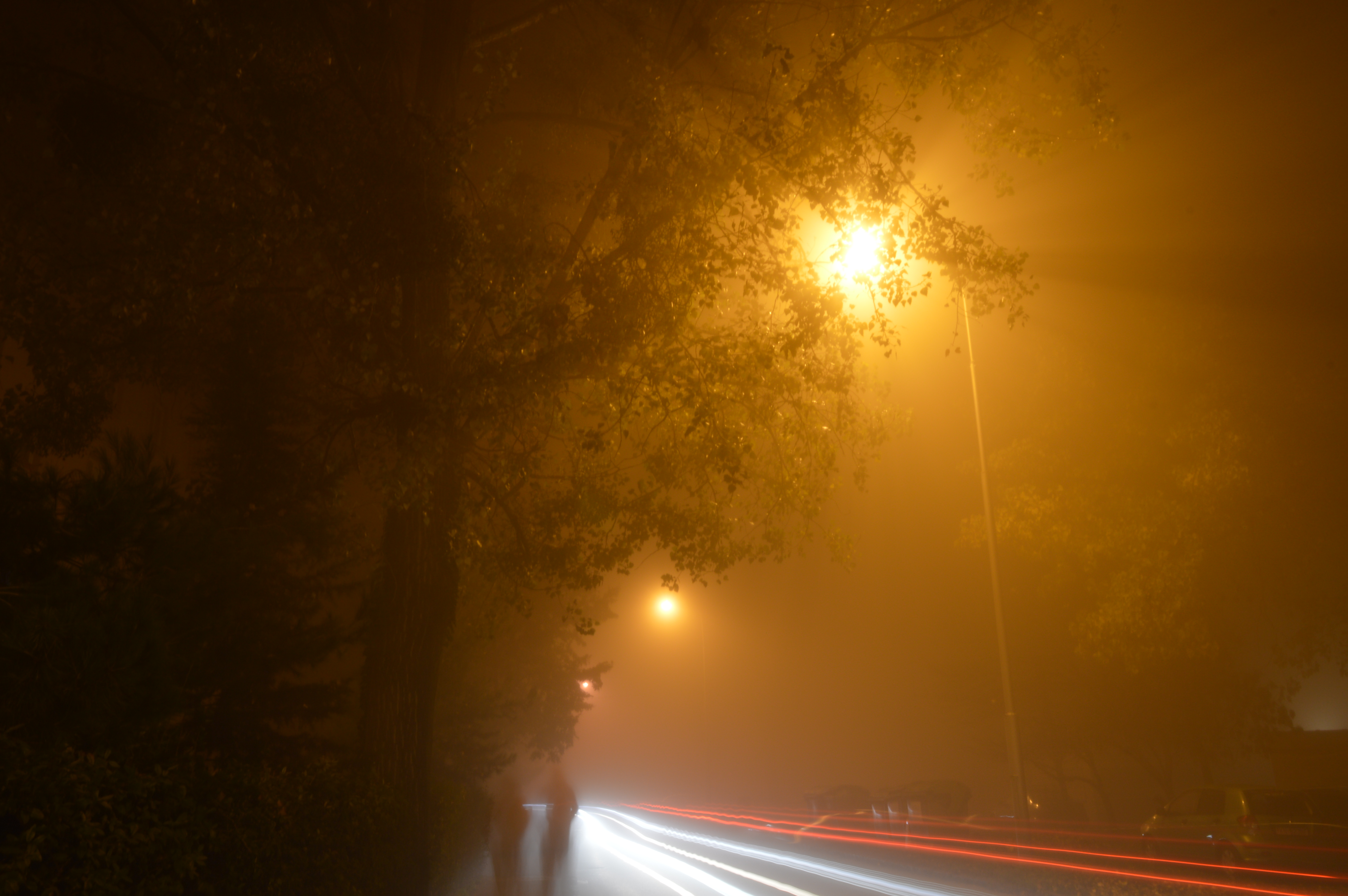
Натрієві лампи використовують в освітленні вулиць. При розігріванні внутрішньої горілки лампи, світло набуває спектрального відтінку парів натрію.

Легкість металу та його термопровідність можна використовувати у промисловості, де потрібне ефективне відведення тепла. Так, розробляли концепції атомних реакторів з натрієвим охолодженням де як теплоносій використовують натрієво-калієвий сплав у першому контурі охолодження реактора.
Натрій застосовують у будівництві двигунів для авіагалузі, де у тілі поршнів знаходиться натрій, при роботі поршня, натрій розплавлюється, та ефективніше переносить тепло від головки поршня до його основи, запобігаючи перегріванню тарілки поршня.
У освітленні є дугові трубчаті натрієві лампи (ДНАТ), де натрій є робочим тілом у досить енергоефективних натрієвих газорозрядних лампах із характерним помаранчево-жовтим спектром випромінювання, недоліком яких є спектр випромінювання.

## Солі натрію
Натрій утворює солі з усіма кислотами. Переважна більшість солей натрію у воді розчиняється добре. Найважливіші з них:
- Хлорид натрію NaCl, або харчова сіль
- Карбонат натрію Na2CO3, або сода
- Гідрокарбонат натрію NaHCO3, або питна сода
- Сульфат натрію Na2SO4
- Нітрит натрію NaNO2
- Полісульфіди натрію